# Tour of the Hemispheres
Tour of the Hemispheres è il sesto tour ufficiale della band canadese Rush.

## Storia
Lungo ed impegnativo tour promozionale per l'album Hemispheres, composto da ben 135 date più 4 annullate, che si sviluppa ancora una volta tra Canada, Stati Uniti d'America ed Europa, con lo spettacolo conclusivo del tour tenuto al Pinkpop Festival, dove i Rush eseguono solo 10 brani.
I Rush si esibiscono esclusivamente come attrazione principale, in spazi più grandi rispetto al passato. Di volta in volta ad aprire gli show vi sono gruppi quali i Max Webster, gli Ambrosia gli April Wine, i Golden Earring, The Good Rats, gli Head East, i Molly Hatchet, Pat Travers, gli Starz, i Saxon, i Wild Horses, gli UFO, gli Streetheart.
Il tour si rivela essere ancora una volta un successo, tanto che, una volta terminato, la situazione finanziaria della band e del management risulta essere florida e sicura. Si stima che il tour coinvolga complessivamente un numero di spettatori superiore agli 800.000.
Durata approssimativa dello show: 100/110 minuti.
Anche per questo tour è stato reso disponibile il Tourbook, opuscolo contenente foto ed informazioni riguardanti la storia della band (curata da Geoff Barton), lo staff impegnato nella organizzazione del tour (a cura di Neil Peart), la discografia completa e brevi schede sui singoli componenti del gruppo.

## Formazione
- Geddy Lee – basso elettrico, voce, tastiere, bass pedals, chitarra elettrica
- Alex Lifeson – chitarra elettrica, chitarra acustica, bass pedals, cori
- Neil Peart – batteria, percussioni

## Scaletta
Durante tutta la durata del tour i Rush propongono la stessa scaletta. Nelle sole date in Europa continentale i brani Something for Nothing e Cygnus X-1 vengono soppressi, mentre nelle date del Regno Unito viene omessa Circumstances.
- Anthem
- A Passage to Bangkok
- By-Tor and the Snow Dog (abbreviata)
- Xanadu
- Something for Nothing (non eseguita a partire dal 18 maggio)
- The Trees
- Cygnus X-1 (non eseguita a partire dal 18 maggio)
- Hemispheres
- Closer To The Heart
- Circumstances (non eseguita nelle date tra il 23 aprile ed il 15 maggio)
- A Farewell to Kings
- La Villa Strangiato
- 2112 (abbreviata, senza Oracle: The Dream)
- Working Man
- Bastille Day
- In The Mood
- Assolo di batteria

## Date
Calendario completo del tour
| Data             | Città                 | Paese                 | Luogo                                   | Note                                                                                                   |
| ---------------- | --------------------- | --------------------- | --------------------------------------- | --- |
| 14 ottobre 1978  | Kingston              | Canada                | Kingston Memorial Center                | |
| 15 ottobre 1978  | Guelph                | Canada                | War Memorial Hall, University of Guelph | |
| 17 ottobre 1978  | North Bay             | Canada                | North Bay Memorial Gardens              | |
| 18 ottobre 1978  | Sudbury               | Canada                | Sudbury Arena                           | |
| 20 ottobre 1978  | Thunder Bay           | Canada                | Fort William Gardens                    | |
| 21 ottobre 1978  | Winnipeg              | Canada                | Winnipeg Arena                          | |
| 22 ottobre 1978  | Brandon               | Canada                | Keystone Centre                         | |
| 24 ottobre 1978  | Regina                | Canada                | Regina Agridome                         | |
| 25 ottobre 1978  | Saskatoon             | Canada                | Saskatoon Arena                         | |
| 27 ottobre 1978  | Edmonton              | Canada                | Northlands Coliseum                     | |
| 28 ottobre 1978  | Calgary               | Canada                | Calgary Corral                          | |
| 29 ottobre 1978  | Lethbridge            | Canada                | Lethbridge Sportsplex                   | |
| 31 ottobre 1978  | Kamloops              | Canada                | KXA Auditorium                          | |
| 2 novembre 1978  | Nanaimo               | Canada                | Beban Park Arena                        | |
| 3 novembre 1978  | Victoria              | Canada                | Victoria Memorial Arena                 | |
| 4 novembre 1978  | Vancouver             | Canada                | Pacific Coliseum                        | |
| 6 novembre 1978  | Portland              | Stati Uniti d'America | Memorial Coliseum                       | |
| 7 novembre 1978  | Seattle               | Stati Uniti d'America | Seattle center Coliseum                 | |
| 8 novembre 1978  | Spokane               | Stati Uniti d'America | The Coliseum                            | |
| 10 novembre 1978 | Sacramento            | Stati Uniti d'America | Memorial Auditorium                     | |
| 11 novembre 1978 | Reno                  | Stati Uniti d'America | Centennial Coliseum                     | |
| 13 novembre 1978 | San Diego             | Stati Uniti d'America | Sports Arena                            | |
| 14 novembre 1978 | Long Beach            | Stati Uniti d'America | Long Beach Arena                        | |
| 15 novembre 1978 | Fresno                | Stati Uniti d'America | Warnors Theatre                         | |
| 16 novembre 1978 | Oakland               | Stati Uniti d'America | Oakland Coliseum                        | |
| 18 novembre 1978 | San Bernardino        | Stati Uniti d'America | Swing Auditorium                        | |
| 19 novembre 1978 | Phoenix               | Stati Uniti d'America | Veterans Memorial Coliseum              | |
| 20 novembre 1978 | Tucson                | Stati Uniti d'America | Community Center                        | |
| 30 novembre 1978 | Indianapolis          | Stati Uniti d'America | Market Square Arena                     | |
| 1º dicembre 1978 | Dayton                | Stati Uniti d'America | Hara Arena                              | |
| 2 dicembre 1978  | Detroit               | Stati Uniti d'America | Cobo Hall                               | |
| 3 dicembre 1978  | Toledo                | Stati Uniti d'America | Toledo Sport Arena                      | |
| 5 dicembre 1978  | Davenport             | Stati Uniti d'America | Palmer College                          | |
| 7 dicembre 1978  | Milwaukee             | Stati Uniti d'America | Milwaukee Arena                         | |
| 8 dicembre 1978  | Green Bay             | Stati Uniti d'America | Brown County Arena                      | |
| 9 dicembre 1978  | Saint Paul            | Stati Uniti d'America | Civic Center                            | |
| 10 dicembre 1978 | Des Moines            | Stati Uniti d'America | Veterans Memorial Auditorium            | |
| 11 dicembre 1978 | Kansas City           | Stati Uniti d'America | Municipal Auditorium                    | |
| 13 dicembre 1978 | Saint Louis           | Stati Uniti d'America | Checkerdome                             | |
| 14 dicembre 1978 | Chicago               | Stati Uniti d'America | International Amphitheatre              | |
| 15 dicembre 1978 | Chicago               | Stati Uniti d'America | International Amphitheatre              | |
| 16 dicembre 1978 | Chicago               | Stati Uniti d'America | International Amphitheatre              | |
| 17 dicembre 1978 | Madison               | Stati Uniti d'America | Dane County Memorial Coliseum           | |
| 19 dicembre 1978 | London                | Canada                | London Gardens                          | |
| 20 dicembre 1978 | Kitchener             | Canada                | Memorial Auditorium                     | |
| 21 dicembre 1978 | Ottawa                | Canada                | Ottawa Civic Center                     | |
| 27 dicembre 1978 | Montréal              | Canada                | The Forum                               | |
| 28 dicembre 1978 | Toronto               | Canada                | Maple Leaf Gardens                      | |
| 29 dicembre 1978 | Toronto               | Canada                | Maple Leaf Gardens                      | |
| 30 dicembre 1978 | Peterborough          | Canada                |                                         | |
| 31 dicembre 1978 | Toronto               | Canada                | Maple Leaf Gardens                      | |
| 11 gennaio 1979  | Boston                | Stati Uniti d'America | Music Hall                              | |
| 12 gennaio 1979  | Springfield           | Stati Uniti d'America | Civic Center                            | |
| 13 gennaio 1979  | New York              | Stati Uniti d'America | The Palladium                           | |
| 14 gennaio 1979  | New York              | Stati Uniti d'America | The Palladium                           | |
| 16 gennaio 1979  | Albany                | Stati Uniti d'America | Palace Theatre                          | |
| 17 gennaio 1979  | Passaic               | Stati Uniti d'America | Capitol Theatre                         | |
| 19 gennaio 1979  | Pittsburgh            | Stati Uniti d'America | Pittsburgh Civic Arena                  | |
| 20 gennaio 1979  | Baltimora             | Stati Uniti d'America | Baltimore Civic Center                  | |
| 21 gennaio 1979  | Filadelfia            | Stati Uniti d'America | The Spectrum                            | |
| 23 gennaio 1979  | Albany                | Stati Uniti d'America | Palace Theatre                          | |
| 24 gennaio 1979  | Buffalo               | Stati Uniti d'America | War Memorial Auditorium                 | |
| 26 gennaio 1979  | Cincinnati            | Stati Uniti d'America | Riverfront Coliseum                     | |
| 27 gennaio 1979  | Huntsville            | Stati Uniti d'America | Von Braun Civic Center                  | |
| 28 gennaio 1979  | Memphis               | Stati Uniti d'America | Mid-South Coliseum                      | |
| 30 gennaio 1979  | Louisville            | Stati Uniti d'America | Louisville Gardens                      | |
| 31 gennaio 1979  | Bloomington           | Stati Uniti d'America | I.U.A. Auditorium                       | |
| 1º febbraio 1979 | Columbus              | Stati Uniti d'America | St. John's Arena                        | |
| 2 febbraio 1979  | Saginaw               | Stati Uniti d'America | Wendler Arena                           | |
| 3 febbraio 1979  | Richfield             | Stati Uniti d'America | Richfield Coliseum                      | |
| 15 febbraio 1979 | Columbia              | Stati Uniti d'America | Township Auditorium                     | |
| 17 febbraio 1979 | Fayetteville          | Stati Uniti d'America | Cumberland County Memorial Arena        | |
| ? febbraio 1979  | Asheville             | Stati Uniti d'America | Civic Center                            | |
| 20 febbraio 1979 | Knoxville             | Stati Uniti d'America | Civic Coliseum                          | |
| 22 febbraio 1979 | Little Rock           | Stati Uniti d'America | Barton Coliseum                         | |
| 23 febbraio 1979 | Shreveport            | Stati Uniti d'America | Hirsch Memorial Coliseum                | |
| 24 febbraio 1979 | Oklahoma City         | Stati Uniti d'America | Fairgrounds Pavilion                    | |
| 25 febbraio 1979 | Austin                | Stati Uniti d'America | Austin Municipal Auditorium             | |
| 27 febbraio 1979 | Corpus Christi        | Stati Uniti d'America | Coliseum                                | |
| 1º marzo 1979    | Houston               | Stati Uniti d'America | Sam Houston Coliseum                    | |
| 2 marzo 1979     | Dallas                | Stati Uniti d'America | Dallas Convention Center                | |
| 3 marzo 1979     | San Antonio           | Stati Uniti d'America | Convention Center Arena                 | |
| 4 marzo 1979     | Beaumont              | Stati Uniti d'America | Civic Center                            | |
| 6 marzo 1979     | New Orleans           | Stati Uniti d'America | Municipal Auditorium                    | |
| 8 marzo 1979     | Mobile                | Stati Uniti d'America | Expo Hall                               | |
| 9 marzo 1979     | Jacksonville          | Stati Uniti d'America | Civic Auditorium                        | |
| 10 marzo 1979    | Hollywood             | Stati Uniti d'America | Hollywood Sportatorium                  | |
| 11 marzo 1979    | Tampa                 | Stati Uniti d'America | Curtis Hixon Hall                       | |
| 13 marzo 1979    | Birmingham            | Stati Uniti d'America | Boutwell Auditorium                     | |
| 15 marzo 1979    | Chattanooga           | Stati Uniti d'America | Memorial Auditorium                     | |
| 16 marzo 1979    | Nashville             | Stati Uniti d'America | Municipal Auditorium                    | |
| 17 marzo 1979    | Johnson City          | Stati Uniti d'America | Freedom Hall Civic Center               | |
| 18 marzo 1979    | Wheeling              | Stati Uniti d'America | Wheeling Civic Center                   | |
| 27 marzo 1979    | Salt Lake City        | Stati Uniti d'America | Salt Palace Center                      | |
| 28 marzo 1979    | Denver                | Stati Uniti d'America | Auditorium Arena                        | |
| 29 marzo 1979    | Lincoln               | Stati Uniti d'America | Pershing Memorial Auditorium            | |
| 30 marzo 1979    | Topeka                | Stati Uniti d'America | Municipal Auditorium                    | |
| 3 aprile 1979    | Poughkeepsie          | Stati Uniti d'America | Poughkeepsie Civic Center               | |
| 4 aprile 1979    | Rochester             | Stati Uniti d'America | War Memorial                            | |
| 6 aprile 1979    | Uniondale             | Stati Uniti d'America | Nassau Coliseum                         | |
| 7 aprile 1979    | New Haven             | Stati Uniti d'America | Veterans Coliseum                       | |
| 8 aprile 1979    | Providence            | Stati Uniti d'America | Civic Center                            | |
| 10 aprile 1979   | Salem                 | Stati Uniti d'America | Salem Civic Center                      | |
| 11 aprile 1979   | Hampton               | Stati Uniti d'America | Hampton Coliseum                        | |
| 13 aprile 1979   | Atlanta               | Stati Uniti d'America | Fox Theatre                             | |
| 14 aprile 1979   | Greensboro            | Stati Uniti d'America | Greensboro Coliseum                     | |
| 15 aprile 1979   | Providence            | Stati Uniti d'America | Civic Center                            | |
| 23 aprile 1979   | Newcastle             | Inghilterra           | City Hall                               | |
| 24 aprile 1979   | Newcastle             | Inghilterra           | City Hall                               | |
| 25 aprile 1979   | Glasgow               | Scozia                | The Apollo                              | |
| 26 aprile 1979   | Glasgow               | Scozia                | The Apollo                              | |
| 28 aprile 1979   | Edimburgo             | Scozia                | The Odeon                               | |
| 29 aprile 1979   | Manchester            | Inghilterra           | The Apollo                              | |
| 30 aprile 1979   | Manchester            | Inghilterra           | The Apollo                              | |
| 1º maggio 1979   | Liverpool             | Inghilterra           | Liverpool Empire                        | |
| 2 maggio 1979    | Liverpool             | Inghilterra           | Liverpool Empire                        | |
| 4 maggio 1979    | Londra                | Inghilterra           | Hammersmith Odeon                       | |
| 5 maggio 1979    | Londra                | Inghilterra           | Hammersmith Odeon                       | |
| 6 maggio 1979    | Londra                | Inghilterra           | Hammersmith Odeon                       | |
| 7 maggio 1979    | Londra                | Inghilterra           | Hammersmith Odeon                       | |
| 9 maggio 1979    | Coventry              | Inghilterra           | Coventry Theatre                        | |
| 10 maggio 1979   | Birmingham            | Inghilterra           | The Odeon                               | |
| 11 maggio 1979   | Birmingham            | Inghilterra           | The Odeon                               | |
| 13 maggio 1979   | Southampton           | Inghilterra           | Southampton Gaumont                     | |
| 14 maggio 1979   | Bristol               | Inghilterra           | Colston Hall                            | |
| 15 maggio 1979   | Bristol               | Inghilterra           | Colston Hall                            | |
| 17 maggio 1979   | Parigi                | Francia               |                                         | cancellata per incendio                                                                                |
| 18 maggio 1979   | Poperinge-Maekeblijde | Belgio                | Nr Kortrijt                             | |
| 23 maggio 1979   | Göteborg              | Svezia                | Concert House                           | |
| 24 maggio 1979   | Oslo                  | Norvegia              | Chateau Neuf                            | |
| 25 maggio 1979   | Stoccolma             | Svezia                | Tivoli Gardens                          | |
| 27 maggio 1979   | Erlangen              | Germania              | Stadthalle                              | |
| 28 maggio 1979   | Offenbach             | Germania              | Stadthalle                              | |
| 29 maggio 1979   | Amburgo               | Germania              | Musikhalle                              | |
| 31 maggio 1979   | Mannheim              | Germania              | Rosengarten                             | cancellata per infortunio di Lifeson                                                                   |
| 1º giugno 1979   | Zurigo                | Svizzera              | Volkhaus                                | cancellata per infortunio di Lifeson                                                                   |
| 2 giugno 1979    | Monaco di Baviera     | Germania              | Circus Krone                            | cancellata per infortunio di Lifeson                                                                   |
| 4 giugno 1979    | Geleen                | Paesi Bassi           | Pinkpop Festival                        | scaletta ridotta con The Police, Elvis Costello, Peter Tosh, Dire Straits, Average White Band, Massada |

## Documentazione
Riguardo al Tour of the Hemispheres sono reperibili le seguenti testimonianze audio, audiovisive e cartacee:
- da Hemispheres 40th anniversary edition: esibizione comprendente A Passage To Bangkok, Xanadu, The Trees, Cygnus X-1 Book II: Hemispheres – The Sphere (A Kind Of Dream), Closer to the Heart, La Villa Strangiato, In The Mood, assolo di batteria e Something For Nothing; Pinkpop Festival, Paesi Bassi, 4 giugno 1979.
- da Hemispheres 40th anniversary edition: 2112, versione dal vivo, Tucson, 20 novembre 1978
- da Rush: Beyond the Lighted Stage (documentario), disco 2: filmato de La Villa Strangiato, tratta da Pinkpop Festival, Paesi Bassi, 4 giugno 1979.
- Hemispheres Tourbook.